# Anna Köbberling

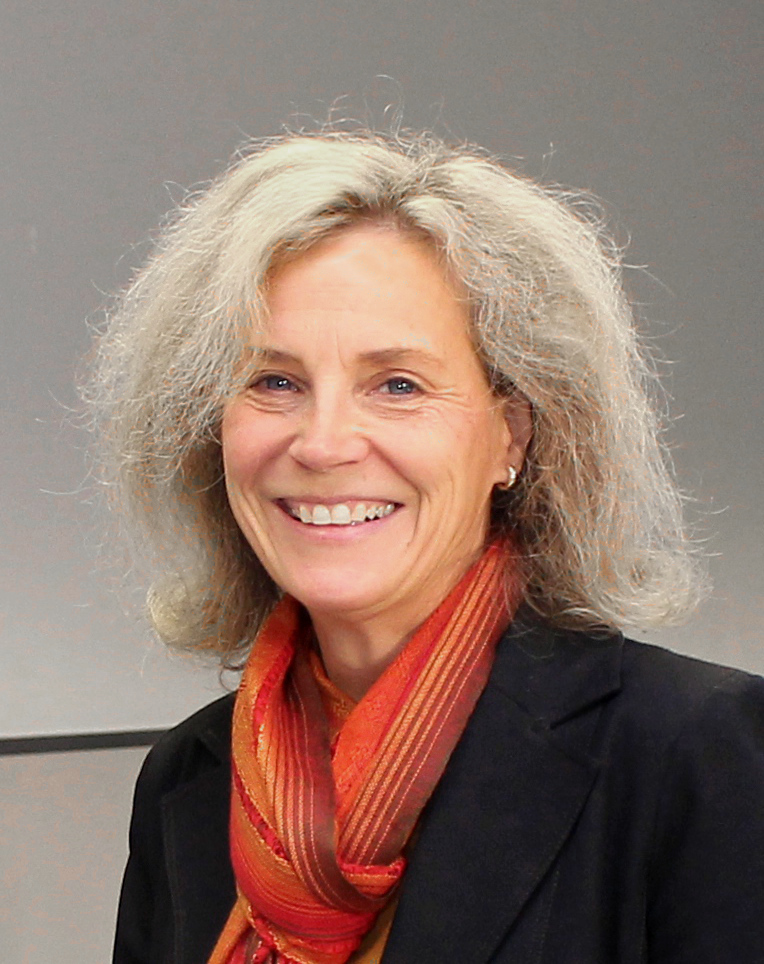
Anna Köbberling

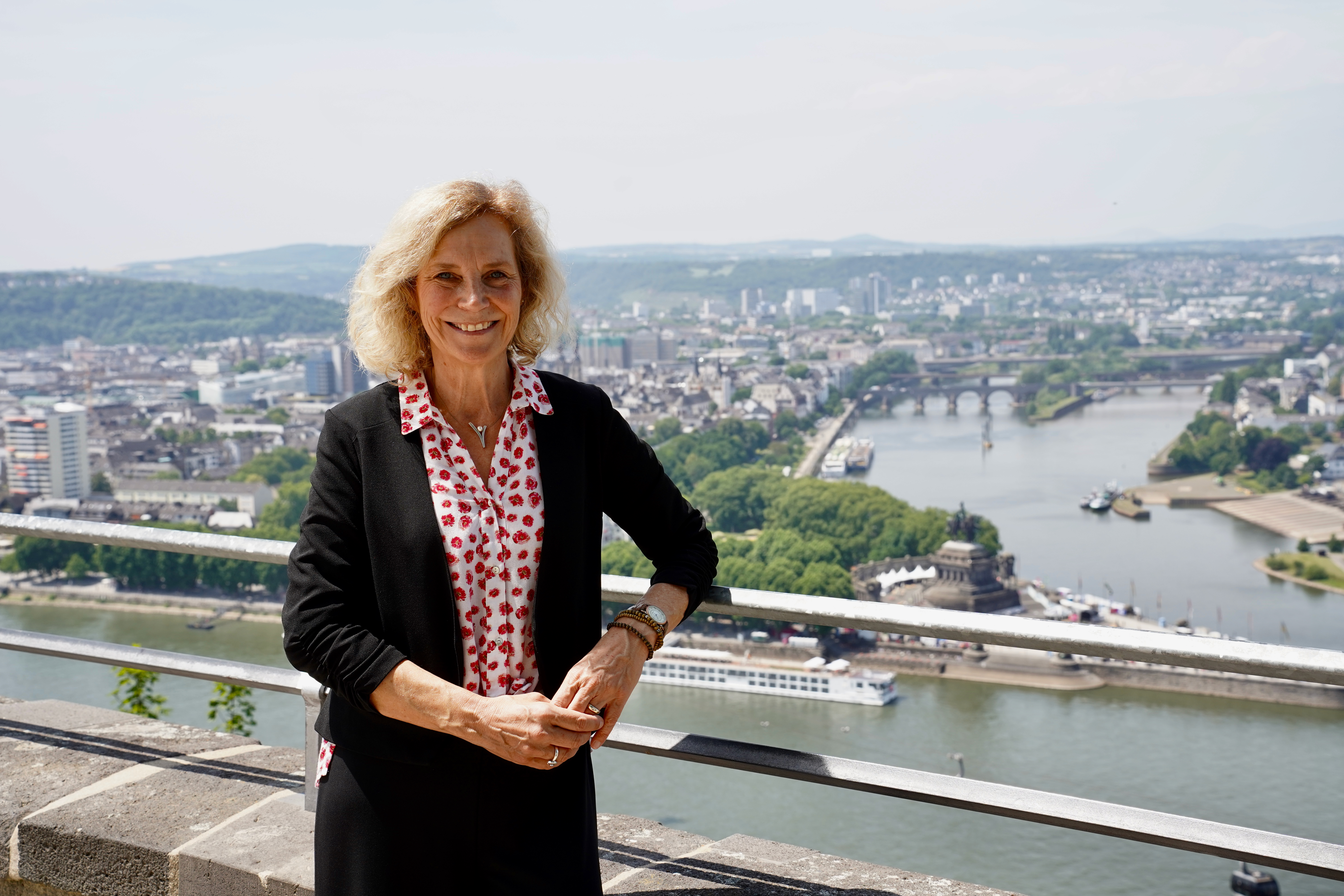
Anna Köbberling auf der Festung Ehrenbreitstein (2025)

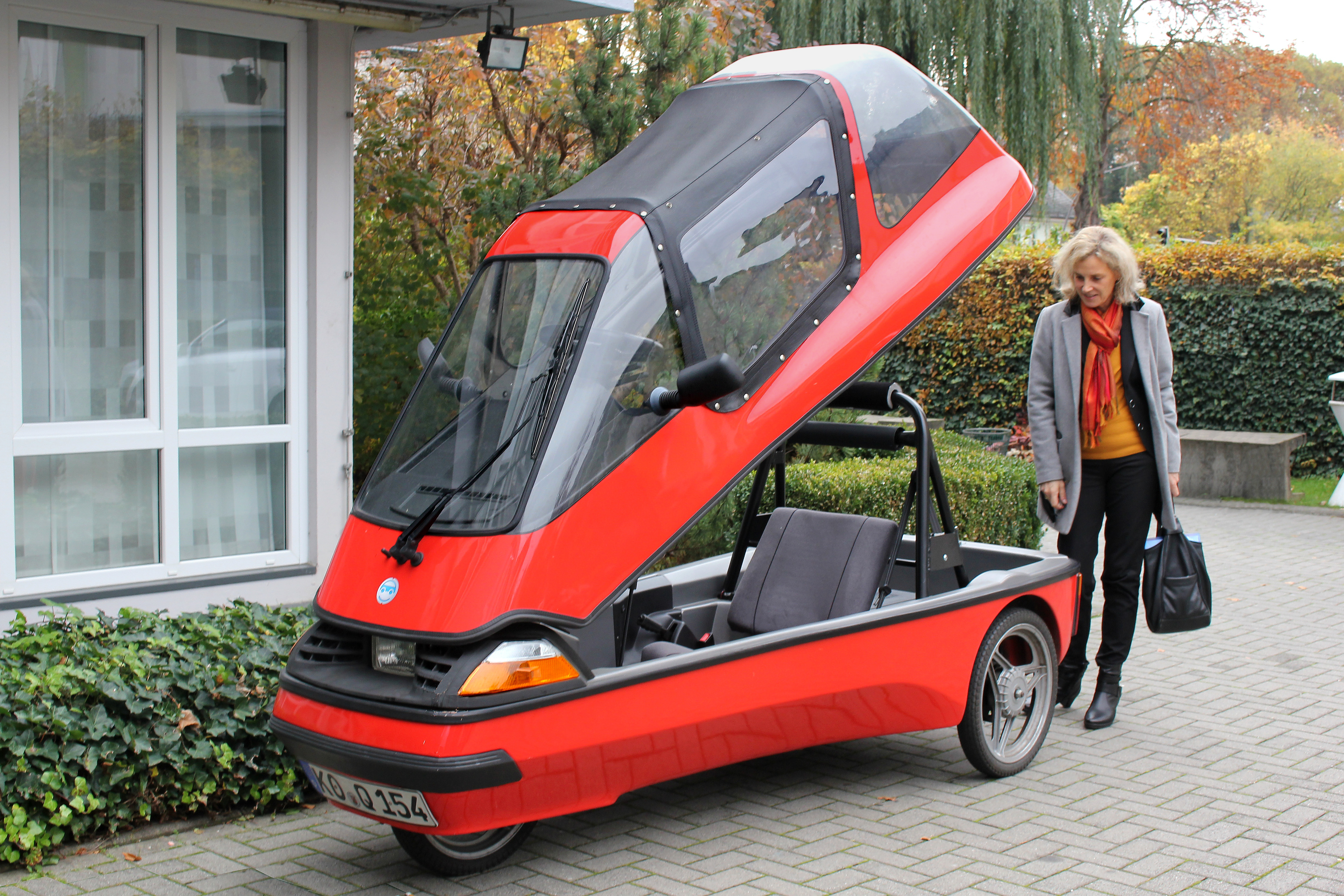
Anna Köbberling mit E-Mobil (2016)

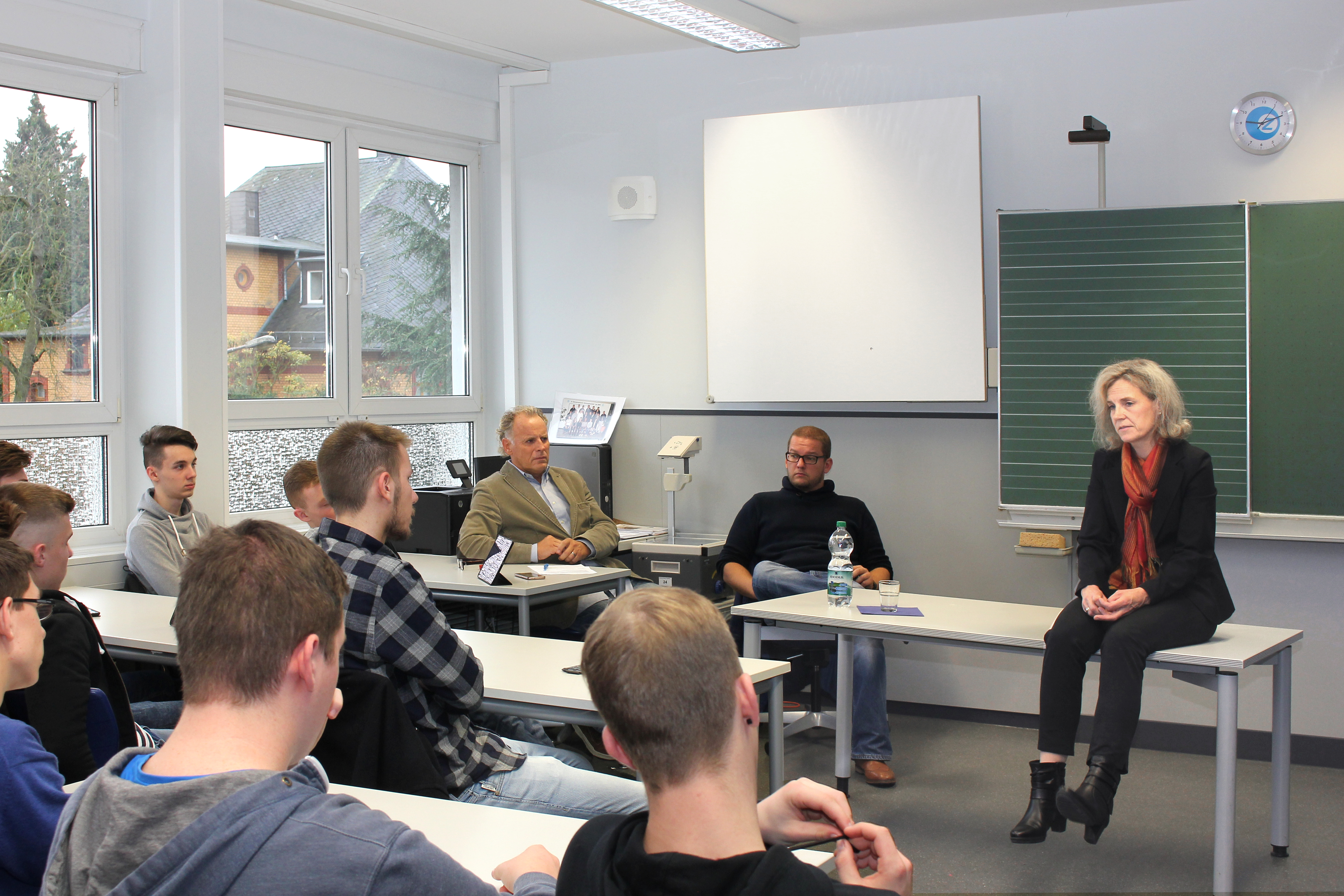
Gespräch mit Schülern

Anna Köbberling (* 13. Januar 1967 in Göttingen) ist eine deutsche Politikerin der SPD und seit Mai 2016 Mitglied des Landtages von Rheinland-Pfalz.

## Leben
Nach dem Abitur 1986 am Max-Planck-Gymnasium in Göttingen und einem Auslandsaufenthalt an der Millersville University of Pennsylvania studierte Köbberling an der Universität Bonn Osteuropäische Geschichte, Politikwissenschaft, Öffentliches Recht und Russisch. 1988/89 war sie an der Universität AStA-Vorsitzende. 1991 schloss sie ihr Studium mit dem Magister artium ab. Im Anschluss folgte die Promotion an der Universität Tübingen mit dem Dissertationsthema Das Klischee der Sowjetfrau. Stereotyp und Selbstverständnis Moskauer Frauen zwischen Stalinära und Perestroika, die sie 1996 abschloss.
Köbberling trat 1993 in den Landesdienst Rheinland-Pfalz ein und arbeitete in der Staatskanzlei. Von 1995 bis 2000 war sie persönliche Referentin und Pressesprecherin des Bevollmächtigten des Landes Rheinland-Pfalz beim Bund und für Europa und später Referentin für Arbeit, Soziales und Gesundheit. Von 2000 bis 2004 arbeitete sie bei der Handwerkskammer Koblenz als Referentin für Grundsatzfragen sowie als Projektmanagerin, von 2005 bis 2008 war sie bei der Struktur- und Genehmigungsdirektion Nord in Koblenz als Referentin tätig. Ende Juni 2008 erfolgte ihre Versetzung wieder an die Staatskanzlei. Vom 1. Oktober 2015 bis 2016 war sie Vizepräsidentin der Aufsichts- und Dienstleistungsdirektion in Trier.
Köbberling ist Mitglied der Arbeiterwohlfahrt und der IG Metall. Sie ist verheiratet und hat drei erwachsene Kinder.

## Politik
Köbberling ist seit dem 18. Mai 2016 Mitglied des Landtags Rheinland-Pfalz; sie rückte als Nachfolgerin des zum Staatssekretär ernannten Abgeordneten David Langner in den Landtag nach und wurde bei der Landtagswahl in Rheinland-Pfalz 2021 als Direktkandidatin für den Wahlkreis Koblenz bestätigt. Im Landtag ist sie ordentliches Mitglied im Ausschuss für Wirtschaft und Verkehr, im Ausschuss für Arbeit, Soziales, Pflege und Transformation sowie im Wissenschaftsausschuss. Sie war zudem ständige Vertreterin im Untersuchungsausschuss Flutkatastrophe. Sie ist wirtschaftspolitische Sprecherin der SPD-Landtagsfraktion.
Köbberling ist seit 2021 Mitglied des SPD-Landesvorstands Rheinland-Pfalz. Seit 2017 ist sie stellvertretende Vorsitzende des SPD-Stadtverbandes Koblenz. Seit 2016 ist sie Vorsitzende des SPD-Ortsvereins Metternich-Bubenheim. Außerdem ist sie Mitglied im Landesvorstand der SPD Frauen und im Vorstand der SPD Frauen Koblenz. Von 2004 bis 2009 und erneut seit 2019 ist sie Mitglied im Koblenzer Stadtrat.